# Вердалсёра

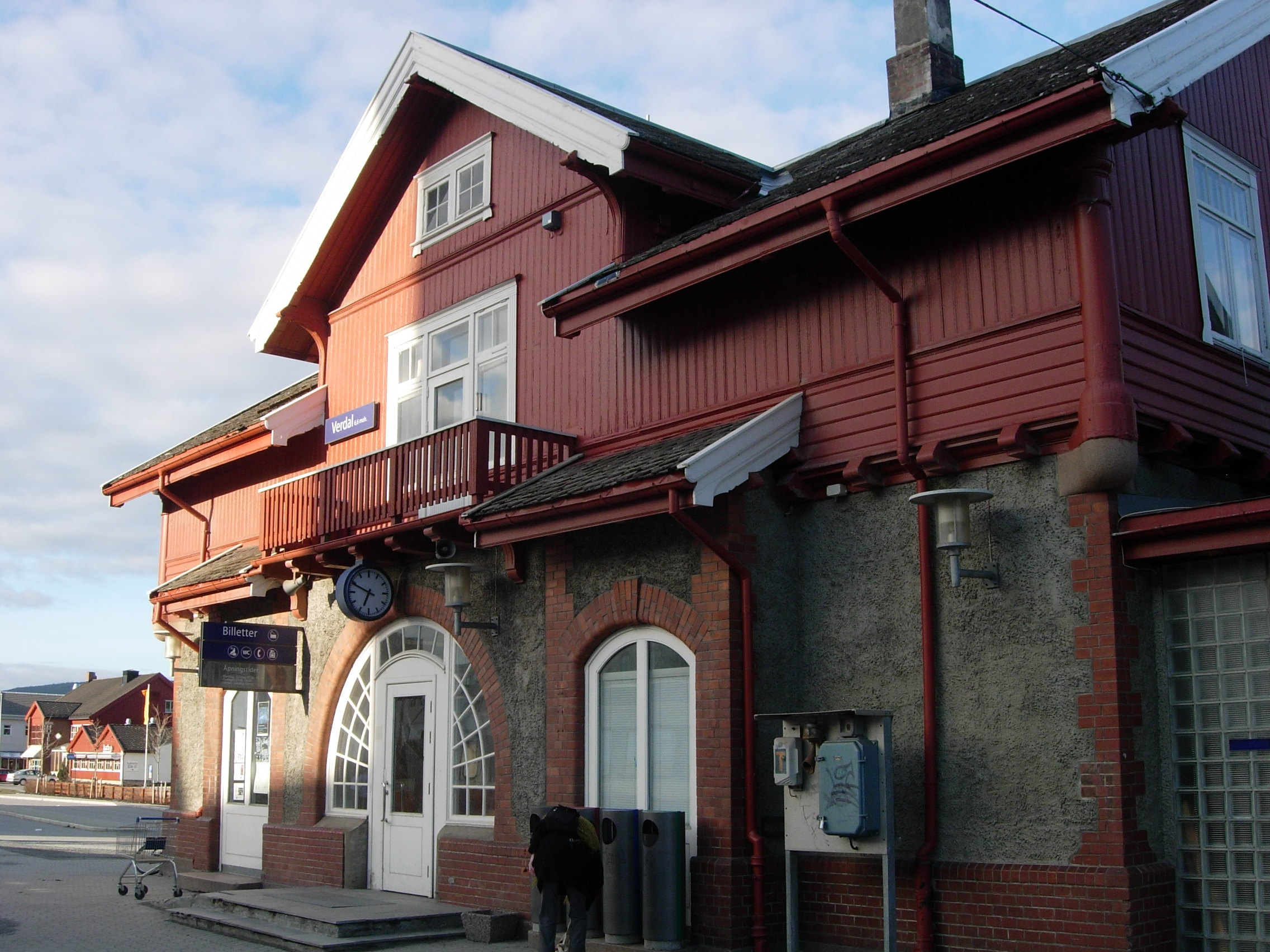
Здание железнодорожной станции в Вердалсёра

Вердалсёре — город в центральной части Норвегии, является административным центром коммуны Вердал в фюльке Нур-Трёнделаг. Расположен вдоль Тронхейм-фьорда в устье реки Вердал.

## Климат
Климат в Вердалсёре варьируется от сезона к сезону, т.к. город располагается далеко от экватора. Среднегодовая температура окружающей среды днем +7.2°C, а ночью +1.4°C.
Теплый сезон в Вердалсёре отмечается в июне, июле и августе, среднесуточная температура достигает +18.6°C. 
При этом наименьшие температуры окружающего воздуха отмечаются в декабре, январе и феврале и доходят до -2.7°C.

Наиболее дождливые периоды: август, сентябрь и октябрь. В некоторые дни этих месяцев может выпадать до 65.75 мм осадков.
1. ↑  Топокарты Генштаба